# بوتش بوتشولز
بوتش بوتشولز (بالإنجليزية: Butch Buchholz)‏ مواليد 16 سبتمبر 1940 في سانت لويس، هو لاعب كرة مضرب أمريكي سابق بدأ مسيرته كمحترف سنة 1961 وكان يلعب باليد اليمنى، اعتزل اللعب في 1970. أعلى تصنيف له في الفردي كان المركز الـ 5 في سنة 1960.

## بطولات حققها
- بطولة ويمبلدون

## روابط خارجية
- بوتش بوتشولز على موقع رابطة محترفي التنس (الإنجليزية)
- بوتش بوتشولز على موقع الاتحاد الدولي لكرة المضرب (الإنجليزية)
- بوتش بوتشولز على موقع كأس ديفيز (الإنجليزية)
- بوتش بوتشولز على موقع قاعة مشاهير كرة المضرب الدولية (الإنجليزية)
- بوتش بوتشولز على موقع خلاصة التنس.كوم (الإنجليزية)
- بوتش بوتشولز على موقع قاعة ميسوري للمشاهير الرياضية (الإنجليزية)